# 大野菜摘
大野 菜摘（おおの なつみ、1993年2月15日 - ）は、日本の女優。神奈川県出身。身長146cm。スリーサイズB62W52H68。靴のサイズ22。マドモアゼル所属。

## 出演作品

### テレビ番組
- 知ってるつもり?!（日本テレビ）
- 月曜ミステリー劇場 十津川警部シリーズ 南紀殺人事件（TBS）
- 広島 昭和20年8月6日（TBS）

### CM
- ジョンソン・エンド・ジョンソン（スキンガード）
- バンダイ（メルプチ）
- アイフルホーム